# 伊藤美树
伊藤美树（日语：／ Itō Miki，1987年7月20日—），日本女子自由式滑雪运动员，2011年亚洲冬季运动会女子雪上技巧银牌得主和女子双人雪上技巧铜牌得主、2017年亚洲冬季运动会女子雪上技巧和女子双人雪上技巧铜牌得主。